# Garcinia tsaratananensis
Garcinia tsaratananensis là một loài thực vật có hoa trong họ Bứa. Loài này được (H. Perrier) P. Sweeney & Z.S. Rogers mô tả khoa học đầu tiên năm 2008.